# Odontoscapus curiosus
Odontoscapus curiosus är en stekelart som beskrevs av Szepligeti 1914. Odontoscapus curiosus ingår i släktet Odontoscapus och familjen bracksteklar. Inga underarter finns listade i Catalogue of Life.